# Lombardie
La Lombardie (en italien : Lombardia, /lombarˈdiːa/ ; en lombard : Lombardia, /lũbarˈdiːa/) est une région d'Italie septentrionale, située au sud de la Suisse, à l’est du Piémont, à l’ouest de la Vénétie et du Trentin-Haut-Adige et au nord de l’Émilie-Romagne. La ville de Milan en est le chef-lieu.
La superficie est de 23 857 km2 et sa population est estimée à 10 072 498 habitants, ce qui en fait la région italienne la plus peuplée.

## Histoire
À l'époque de l'Empire romain, la région de la Lombardie faisait partie de la Gaule cisalpine et était initialement pas peuplée par des peuples de la culture de Golasecca, mais à partir du IVe et IIIe siècle avant J.-C., par des Celtes. Avec les autres régions au nord du Pô (la Vénétie et le Piémont), elle n'obtint en 89 avant J.-C. que le droit de citoyen latin, et non les droits civiques pleins. Elle reçut ces derniers en 49 avant J.-C. Avec le Piémont, elle formait la 11e région dans la structure administrative d'Auguste.
À la fin du IVe siècle, la région faisait partie de la province de Ligurie, dont la capitale était Mediolanum (Milan). C'est ici qu'agissait l'évêque Ambroise de Milan. La culture et la langue romaines supplantèrent au fil des années la civilisation antérieure, et la Lombardie, grâce à la construction de routes ainsi qu'au développement de l'agriculture et du commerce, devint l'une des régions les plus avancées et les plus riches d'Italie. Des personnalités importantes naquirent ici, comme Pline l'Ancien (à Côme) et Virgile (à Mantoue). À la fin de l'Antiquité, le rôle stratégique de la Lombardie fut souligné par le transfert de la capitale de l'Empire romain d'Occident à Mediolanum (Milan) entre 286 et 402 après J.-C. C'est ici que l'empereur romain Constantin promulgua en 313 après J.-C. le célèbre édit de Milan, qui accordait la liberté de culte à toutes les religions dans l'Empire romain. Pendant la période des invasions barbares, la Lombardie fut d'abord conquise par les Wisigoths (401–412). En 452, les Huns traversèrent le nord de l'Italie. De 493 à 540 et de 544 à 549, le nord de l'Italie fut gothique. Depuis 540, Pavie (Ticinum) devint la capitale permanente du royaume ostrogoth, un site stable pour la cour et le trésor royal. Après cela, la région passa sous le contrôle de l'Empire romain d'Orient (Empire byzantin) sous l'empereur Justinien.
Pendant et après la chute de l'Empire romain, l'Italie fut ravagée par des séries d'invasions tribales. La dernière et la plus marquante fut celle des Lombards (Longobardi en italien), qui vinrent vers 570. Leur long règne donna à la région, dont Pavie devient la capitale en 626, son nom actuel, la Lombardie. Les noblesses franque, bavaroise et lombarde entretinrent des relations étroites pendant plusieurs siècles. Après des querelles initiales et la conversion des Lombards au christianisme au VIIe siècle, les relations entre les Lombards et les populations locales s'améliorèrent. Finalement, la langue et la culture des Lombards s'assimilèrent avec la culture latine, laissant des traces dans de nombreux mots de la langue italienne, des noms (notamment des toponymes), le code civil, des lois, etc.

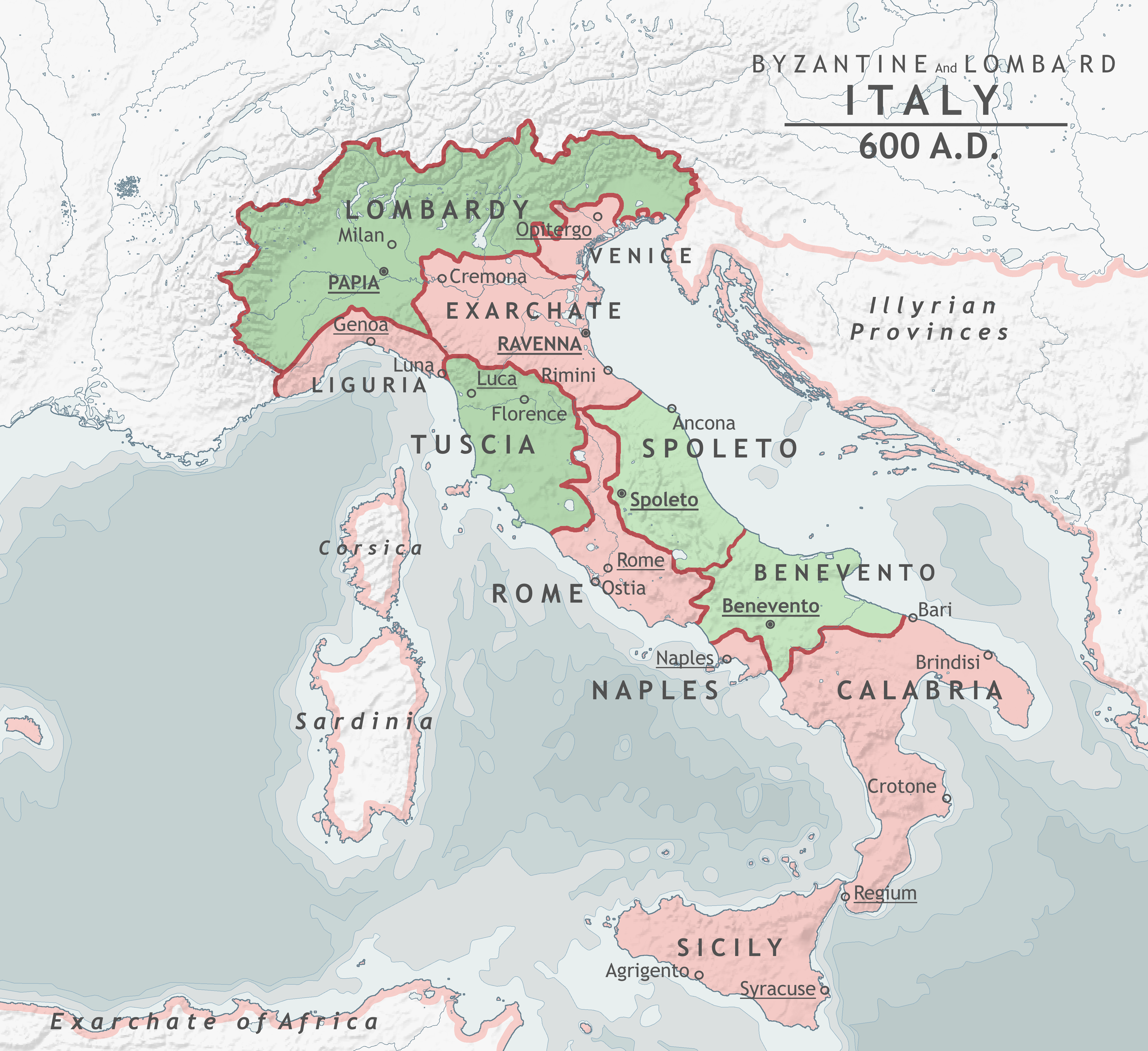
Le royaume lombard (en vert) et les territoires byzantins (en rose) en l’an 600.

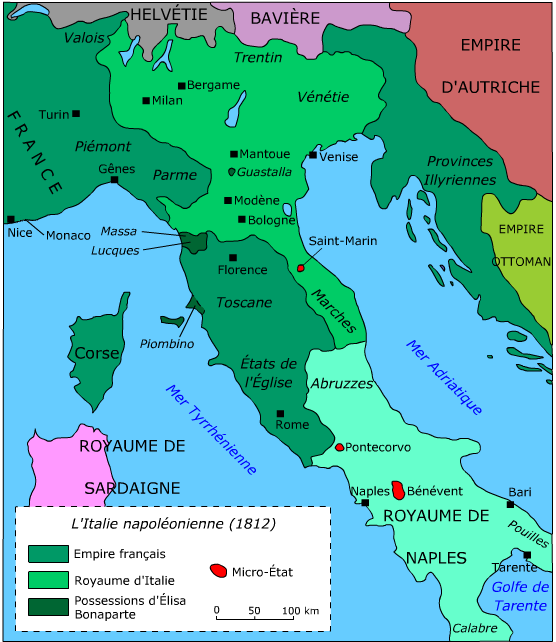
Le royaume d’Italie en 1812.

Le règne lombard prend fin en 774 lorsque le roi franc Charlemagne conquit Pavie et annexa le royaume d'Italie (principalement l'Italie du nord et centrale et dont Pavie resta la capitale jusqu’en 1024) à son empire. Les anciens ducs et nobles lombards furent remplacés par d'autres vassaux, princes-évêques ou marquis germaniques. En 843 est conclu le traité de Verdun par les trois fils survivants de Louis le Pieux, petits-fils de Charlemagne, qui se partagent ses territoires appelés Empire carolingien, en trois royaumes. Le XIe siècle fut marqué par un essor économique important dans la région, dû au développement du commerce et surtout à des conditions agricoles favorables. Comme dans d'autres régions en Italie, cette évolution mena à une reconnaissance des villes, dont la richesse croissante leur permit de défier le pouvoir suprême féodal traditionnel, représenté par les empereurs germaniques et leurs légats locaux. Ce processus atteint son apogée aux XIIe et XIIIe siècles, lorsque différentes ligues lombardes formées de villes alliées de Lombardie, généralement menées par Milan, vainquirent l'empereur Hohenstaufen Frédéric Ier à Legnano, ainsi que son petit-fils Frédéric II, à Parme.
Le duché de Milan se structure alors sous la domination des Visconti (1277-1447) puis des Sforza (1450-1535). À l'issue des guerres d'Italie, la domination espagnole s'impose sur le duché de Milan (traité du Cateau-Cambrésis en 1559), puis celle des Habsbourg à l'issue de la guerre de succession d'Espagne (traité de Baden (1714). En revanche, Mantoue devint un domaine des Gonzague en 1328 et, de 1530 à 1706, fut la capitale du duché de Mantoue, tandis que Bergame et Brescia passèrent à la république de Venise au XVe siècle.
Conquise en 1797 par Bonaparte qui la transforma en République cisalpine, la Lombardie (Lombardia) fut rendue par le congrès de Vienne à l'Autriche qui l'associa à la Vénétie pour former le royaume de Lombardie-Vénitie.
En 1848, un soulèvement favorable au Risorgimento réussit à chasser provisoirement les Autrichiens de Milan. Toutefois, le très martial maréchal Radetzky, malgré ses 82 ans, contre-attaqua. Il écrasa les troupes du royaume de Sardaigne lors de la première bataille de Custoza et de celle de Novare et réinstalla ainsi l'Autriche en Italie du Nord.
Ce n'est qu'en juin 1859 que les Piémontais, très fortement épaulés par les Français, réussirent à prendre le dessus sur l'Autriche lors des batailles de Magenta et de Solférino. Toutefois le 12 juillet, Napoléon III, rendu inquiet par les pertes dans son armée, stoppait tout. À l'armistice de Villafranca, il obtenait le rattachement de la Lombardie au royaume de Sardaigne de Victor-Emmanuel II de Savoie et de Cavour en échange du duché de Savoie et du comté de Nice pour la France et le maintien de l'Autriche en Vénétie. Concernant la bataille de Solférino, c'est lors de ce conflit qu'Henry Dunant eu l'initiative de créer la Croix-Rouge.
Pendant la Première Guerre mondiale, le Front alpin long de 700 km s'étendait jusqu'au nord-est de la Lombardie et durant l'entre-deux-guerres Milan devint le centre des Faisceaux italiens de combat. La capitale lombarde reçut ensuite la médaille d'or de la valeur militaire pour son rôle dans la résistance lors de la Seconde Guerre mondiale.
Durant le boom économique des années 1950 et 1960, Milan formait le fameux « triangle industriel » du Nord-Ouest avec Turin et Gênes. La ville fut également le point de départ des années de plomb avec l'attentat de la piazza Fontana en 1969. Un autre attentat important de cette période eut également lieu en Lombardie : celui de la place de la Loggia à Brescia en 1974.
Dans les années 1980, Milan devient un symbole de croissance économique et de mobilité sociale, caractérisé notamment par l'expression Milan à boire (it). À cette époque, le groupe socialiste milanais de Bettino Craxi (président du Conseil des ministres de 1983 à 1987) exerçait une grande influence sur le pays. C'est à Milan qu'éclata le scandale du Tangentopoli en 1992. Celui-ci donnera lieu à une enquête du parquet milanais qui débouchera sur une vaste opération anticorruption (s'étendant ensuite à tout le pays) appelé Mains propres.

## Géographie

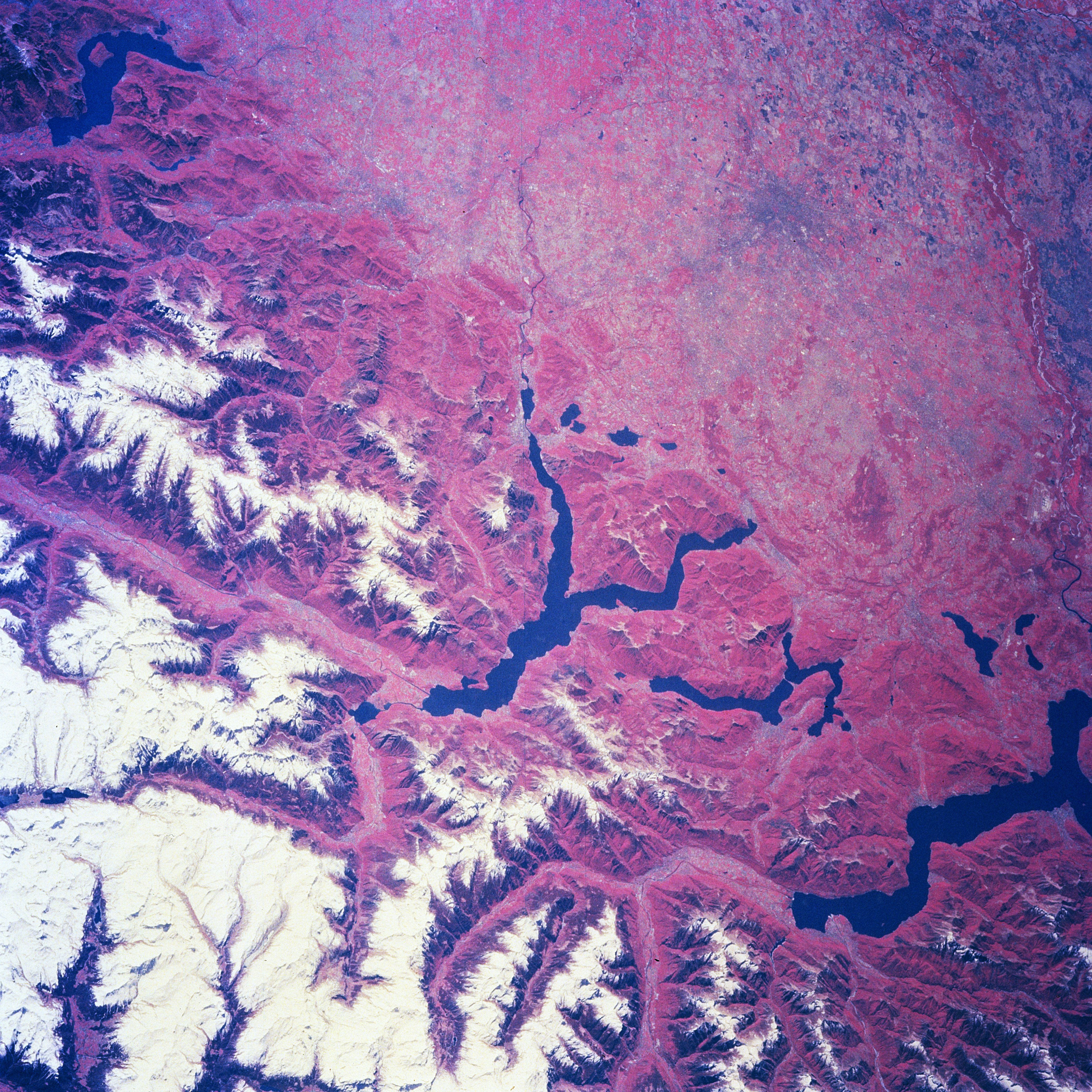
Nord-ouest de la Lombardie vu depuis un satellite. À partir de la gauche : le lac Majeur, le lac de Lugano, les lac de Côme et lac d'Iseo, en bas à droite. Dans la partie inférieure gauche, la zone métropolitaine de Milan.

La surface de la Lombardie est divisée presque également entre les plaines (qui représentent environ 47 % du territoire) et les zones montagneuses (qui représentent 41 %). Les 12 % restants de la région sont vallonnés.
Morphologiquement, la région est divisée en quatre parties : une strictement alpine, une montagneuse ou formée de collines, un niveau de division entre Haute et Basse-Vallée, et enfin la zone située au sud du fleuve Pô. La région est traversée par des dizaines de rivières (y compris le plus grand fleuve en Italie) et est arrosée par des centaines de lacs naturels et artificiels.
Elle atteint son point culminant avec le Punta Perrucchetti (4 020 m) appartenant aux Alpes Bernina.
Tandis que presque toute la Lombardie est située dans le bassin du Pô, elle comporte de petits morceaux de territoire appartenant au bassin du Rhin ainsi qu'à celui du Danube.

## Orographie

Zones d'altitude en Lombardie.

En termes géographiques, la Lombardie ne peut pas être considérée comme un territoire unique, délimité par des configurations physiques précises, en raison de la variété des paysages qui la traversent sans la délimiter, ou parce que les frontières administratives sont très souvent le résultat d'événements historiques complexes. Cependant, il est possible de décrire en termes généraux son territoire administratif en considérant les reliefs, les lacs et les rivières. Au nord, la Lombardie est bordée par des bassins versants alpins entre la Valteline et les vallées du Rhin et de l'Inn, même si parfois, la frontière traverse la Valteline. À l'est s'étendent le lac de Garde et la rivière Mincio pour séparer la Lombardie d'autres régions italiennes ; au sud le Pô (sauf pour l'Oltrepò pavese et l'Oltrepò mantovano qui se prolongent vers le sud), et à l'ouest le lac Majeur et le Tessin (à l'exception de la région historique de la Lomelline).

## Climat
Le climat de la région est de type climat continental humide, les hivers sont froids et humides et les étés sont chauds avec des précipitations plus marquées en été et en automne.
Données climatiques de la ville de Milan (source meteoam) :
- température moyenne minimum en janvier : −2 °C, maxi : 5 °C ; précipitations 64 mm ;
- température moyenne minimum en juillet : 17 °C, maxi : 29 °C ; précipitations 68 mm.

## Économie
Première puissance économique régionale d'Italie, la Lombardie produit à elle seule 20,7 % des 1 740 milliards d’euros du PIB italien en 2009, accueillant de nombreux pôles industriels, financiers, et commerciaux du pays. Supérieur de 35 % à la moyenne européenne, son PIB par habitant s'élevait à 33 647,7 euros en 2008, contre 26 277,7 euros pour l'Italie.
En Lombardie, en 2005, il y avait 4 millions d’emplois : 63 % travaillaient dans les services, 36 % dans l’industrie, et 1 % dans l’agriculture. Le taux d’emploi régional était de 66,6 % en 2006 : 76,4 % des hommes travaillaient, contre 56,5 % des femmes. L’emploi chez les femmes a augmenté ces dernières années grâce à des politiques sociales de niveau local et national, mais il n’est pas encore au niveau des pays nord-européens (>60 %). Le pourcentage des femmes cadres a, presque, doublé de 1992 à 2005 en passant de 12 % à 20,8 %.
L’économie de la Lombardie se caractérise par une grande variété de secteurs dans lesquels elle s’est développée, des secteurs traditionnels tels que l’agriculture et l’élevage, à l’industrie lourde et légère, jusqu’au secteur des services, qui a fortement évolué ces dernières décennies.

### Secteur primaire
L’agriculture était la base du développement économique de la Lombardie. La mécanisation et la restructuration du territoire a permis une augmentation sans précédent de la production agricole. L’agriculture de la région est principalement axée sur la production de céréales (maïs, soja, blé), de légumes, de fruits (poires et melons) et de vin.

### Secteur secondaire
L’industrie est dominée par des PME (petites et moyennes entreprises) souvent à caractère familial, mais aussi par de grandes entreprises. Elle est florissante dans de nombreux domaines : mécanique, électronique, métallurgique, textile, chimie, pétrochimie, pharmacie, alimentaire, rédaction, mobilier, et la production de chaussures. La ville métropolitaine de Milan rassemble plus de 40 % des entreprises lombardes. La zone de concentration maximale d'installations industrielles correspond à la zone de haute plaine-colline : le triangle Milan-Varese-Lecco et le gestionnaire de contrefort qui s'étend vers Bergame et Brescia. Les localisations modernes se superposent à un tissu productif robuste d'une plante ancienne, favorisé par la coexistence de multiples facteurs : la présence d'un marché actif, l'abondance de la main-d'œuvre, la propension à exercer des activités entrepreneuriales ; une question si les facteurs sont associés par la suite à l'offre croissante de services et d'infrastructures et les nouvelles opportunités pour l'utilisation des ressources énergétiques. L'industrie lombarde, incapable de profiter des maigres ressources du sous-sol régional, utilisait du méthane provenant des champs de la vallée du Pô (convoyé vers la région par un réseau dense de canalisations de méthane) et des produits pétroliers. Chaque secteur de produits industriels est représenté en Lombardie. Le système productif régional a été réorganisé principalement à travers des interventions visant à la réalisation d'une expansion des capacités de production des entreprises manufacturières et tertiaires, avec une attention particulière à la diffusion de l'innovation, à l'informatisation de la ré-innovation, les dépenses dans ce dernier secteur ont été au cours de l'année 2000 au-dessus de la moyenne nationale). Les investissements destinés à l'industrie ont dans de nombreux cas impliqué la recherche de nouveaux marchés et le développement d'opérations de fusion et d'acquisition entre complexes de production, visant à créer des groupes d'entreprises, souvent avec la participation de capitaux internationaux ; en revanche, la fréquence des investissements et des opérations d'externalisation motivés par la nécessité de réaliser des économies sur le coût du travail est restée à des valeurs faibles, contrairement à ce qui s'est passé dans les zones plus industrialisées du nord-est du pays. Les dynamiques de réorganisation socio-économique ont contribué, structures d'ensemble, à la définition de processus de recentralisation fonctionnels qui, à leur tour, ont affecté les principaux secteurs de production (en ce qui concerne notamment le secteur tertiaire supérieur et innovant) les principales zones urbaines : ce qui est surtout en ce qui concerne la région milanaise, qui ne cesse de renforcer son rôle de pôle économique et socioculturel d'intérêt international. Parmi les secteurs industriels, ceux de la mécanique (divisée en branches très spécialisées), de la chimie, du caoutchouc et des plastiques ont montré une dynamique satisfaisante, tandis que les productions traditionnelles du textile et de l'habillement, de la transformation et du bois, fréquemment structurées sous forme de districts industriels, ont connu un ralentissement depuis la fin des années 1990, largement lié aux cycles de crise de la demande. Le secteur industriel qui connaît la plus forte expansion est celui des biens d'investissement, tandis que le chiffre d'affaires à l'étranger augmente plus que la moyenne dans le secteur des biens intermédiaires, confirmant la forte présence de ses entreprises lombardes dans le cadre des chaînes de production.

### Secteur tertiaire
Le commerce et les finances ont un poids important dans le secteur des services. Milan accueille notamment la Bourse italienne, les principaux centres financiers et la Foire de Milan, qui est le plus grand complexe d’exposition d’Europe. Les banques, les transports, les communications et les services aux entreprises ont aussi une grande part dans le secteur tertiaire, sans oublier le tourisme (villes, montagnes, lacs).

## Administration

Les provinces lombardes.

La Lombardie est subdivisée en une ville métropolitaine et onze provinces :
- Milan, Bergame, Brescia, Côme, Lecco, Crémone, Lodi, Mantoue, Monza et Brianza, Pavie, Sondrio, Varèse.

## Politique
À l'issue des élections régionales de 2023, le Conseil régional de Lombardie est constitué de 22 élus de Frères d'Italie, 17 du Parti démocrate, 14 de la Ligue du Nord, 6 de Forza Italia, 5 de Lombardie idéale-Liste Fontana, 4 de la Liste Moratti et 3 du Mouvement 5 étoiles. Attilio Fontana (LN) demeure président de la région.

## Pollution

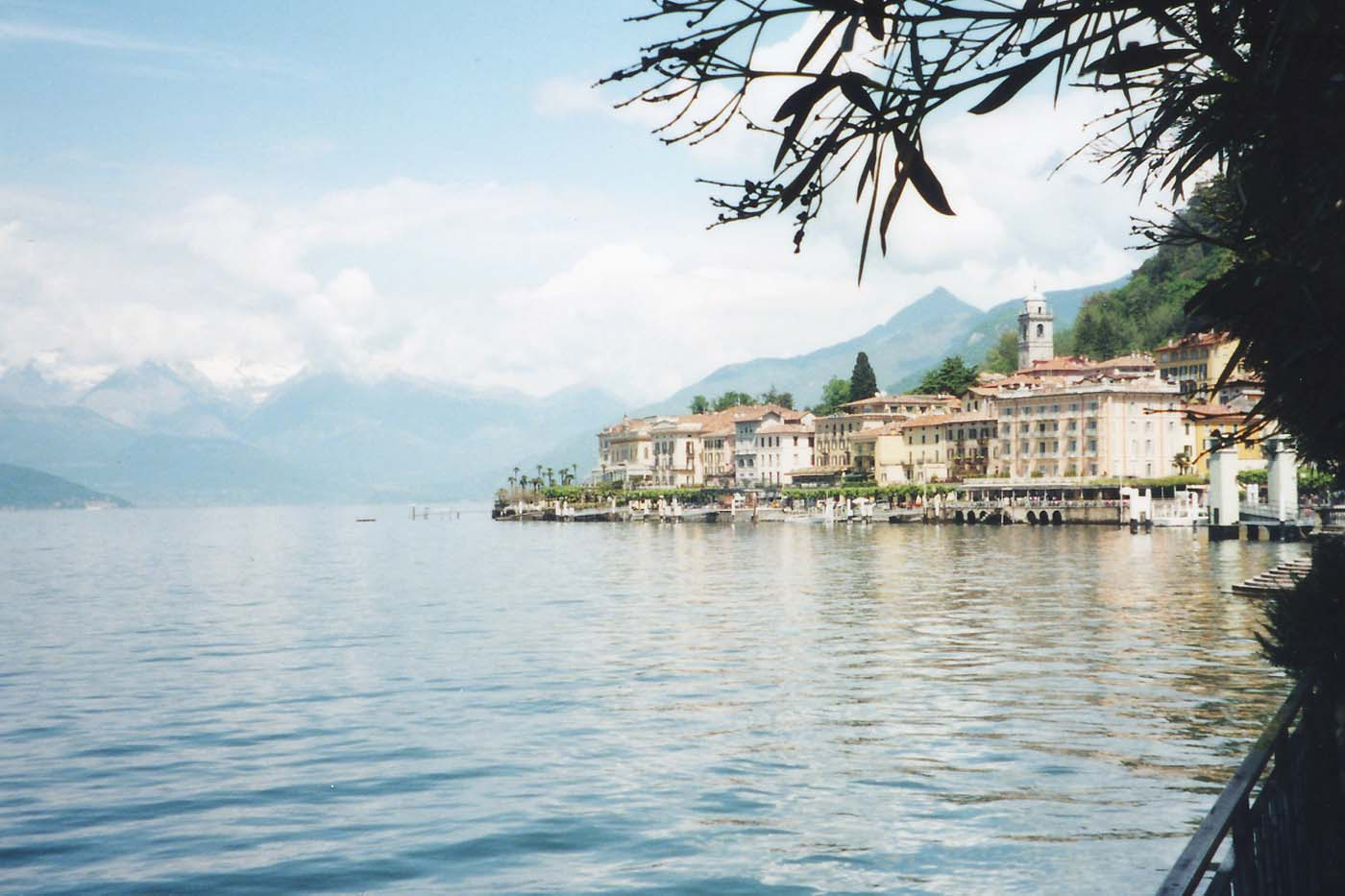
Vue de Bellagio et du lac de Côme.

La Lombardie et la plaine du Pô sont très exposées à la pollution. Des villes comme Milan, Bergame et Brescia affichent des taux de pollution de l'air bien supérieurs aux taux européens autorisés.
Pour faire la lumière sur le danger pour les humains de vivre dans des environnements pollués, le Chicago Energy Policy Institute a récemment développé l'Air Quality Life Index (AQLI), un système capable d'analyser la pollution de l'air dans le monde entier.
Selon les résultats de l'AQLI, la pollution de l'air dans la plaine du Pô affecte si durement les habitants qu'elle coupe environ une demi-année de leur espérance de vie. Les principales raisons pour lesquelles il y a une grande tache de pollution atmosphérique dans la plaine du Pô sont strictement liées au bétail et aux usines. Les engrais NPK, composés d'azote, de phosphore et de potassium, ainsi que les émissions de fumier provenant de l'élevage intensif et les niveaux élevés de dioxyde d'azote libéré par les moteurs diesel et essence sont tous responsables de cette condition d'air désastreuse dans le nord de l'Italie. La région de Lombardie produit des grandes quantités de déchets animaux, un grand contributeur à la pollution. Elle fournit plus de 40 pour cent de la production laitière italienne, par exemple.
Selon une étude publiée dans The Lancet Planetary Health en janvier 2021, qui estime le taux de mortalité associé à la pollution par les particules fines (PM2,5) et le dioxyde d'azote (NO2) dans 1000 villes européennes, Brescia et Bergame en Lombardie ont le taux de mortalité par particules fines (PM2,5) le plus élevé d'Europe. Saronno occupe la huitième place dans un top dix sur dix villes. Milan est également en tête du classement européen - cinquième - en termes de mortalité accrue due au dioxyde d'azote, un gaz qui provient principalement du trafic et en particulier des véhicules diesel.
Les données montrent que de nombreuses villes de la plaine du Pô subissent l'impact le plus grave au niveau européen en raison de la mauvaise qualité de l'air, à commencer par la zone métropolitaine de Milan, treizième du classement en termes d'impact des particules fines, où chaque année près de 4 000 décès prématurés - environ 9 % du total - sont recensés.

## Symbole de la région
La rose camunienne, motif sculpté sur des roches découvertes dans le Val Camonica, est devenu le symbole de la région. Une nouvelle représentation stylisée datant de 1974 orne maintenant le drapeau de la région de la Lombardie.

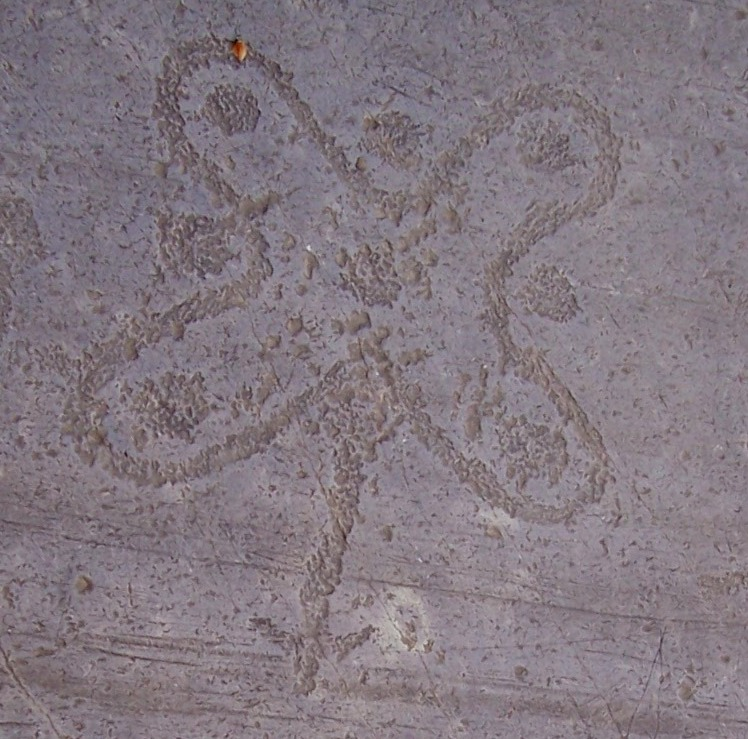
Rosa Camuna - Val Camonica.
Drapeau de la Lombardie.

## Culture
Les premières manifestations artistiques en Lombardie remontent au Mésolithique, lorsque, à la fin de la glaciation de Würm, commença le cycle historique de l’art rupestres du Valcamonica. Ce cycle se poursuivit au Néolithique et à l’âge du Cuivre, pour ne s’achever qu’à l’époque romaine et médiévale. Le cycle camunien est considéré comme l’un des témoignages les plus importants de la préhistoire à l’échelle mondiale et figure donc sur la liste du patrimoine mondial de l’UNESCO.
Par ailleurs, d’autres découvertes ont mis en évidence la présence de populations préhistoriques sur le territoire lombard. Elles sont elles aussi inscrites au patrimoine mondial de l’UNESCO, dans le cadre du site en série « sites palafittiques préhistoriques autour des Alpes », auquel appartiennent plusieurs sites situés en Lombardie.
Les Celtes ont laissé des témoignages que l’on peut aujourd’hui admirer dans les musées archéologiques répartis à travers la région, tandis que la présence des Étrusques est attestée dans la zone de Mantoue. Après la conquête romaine, le développement artistique de la région s’aligna sur les courants stylistiques des conquérants — de la fin de la République à l’époque impériale. Des vestiges monumentaux de cette période historique sont visibles à Brescia (Brixia en latin), à Sirmione (Grottes de Catulle) et à Milan (Mediolanum en latin).
À la fin de l’Antiquité, le territoire lombard gagna en importance, Milan étant devenue la capitale de l’Empire romain d’Occident entre 286 et 402. Cette évolution favorisa également une intensification de la production artistique, dont témoignent notamment des réalisations dans le domaine de l’architecture sacrée, comme la construction des églises paléochrétiennes de Saint-Laurent et de Saint-Ambroise de Milan.
La période du haut Moyen Âge, qui coïncide avec l’époque des grandes invasions et lui succède, fut d’une importance capitale pour le développement de l’art régional. Les caractéristiques stylistiques de l’art barbare introduit par les nouveaux peuples contribuèrent en effet de manière significative, en se mêlant aux modèles tardo-antiques (maintenus dans une certaine continuité) ainsi qu’aux influences byzantines, permettant ainsi l’émergence d’un art véritablement lombard.
C’est d’ailleurs à la fin du haut Moyen Âge que l’on commence à parler de styles artistiques spécifiquement lombards, comme par exemple l’art roman lombard. La contribution la plus importante entre le VIe et le VIIIe siècle fut celle des Lombards, qui occupèrent une grande partie de l’Italie, établirent leur capitale à Pavie et firent de la Lombardie le centre de leur royaume. Ils apportèrent avec eux leur art, dont d’importants témoignages sont conservés – notamment à Brescia (abbaye San Salvatore), Monza, Pavie et Castelseprio – et qui exerça une influence durable sur le développement artistique ultérieur.
Des exemples remarquables du style roman lombard sont les œuvres des Maestri Comacini, notamment dans la basilique Saint-Ambroise à Milan, dans la basilique San Michele Maggiore et dans la basilique San Pietro in Ciel d’Oro à Pavie, dans la basilique Sant’Abbondio dans la région de Côme, ainsi que dans la Rotonda di San Tomè à Almenno San Bartolomeo et dans la Rotonde San Lorenzo à Mantoue.

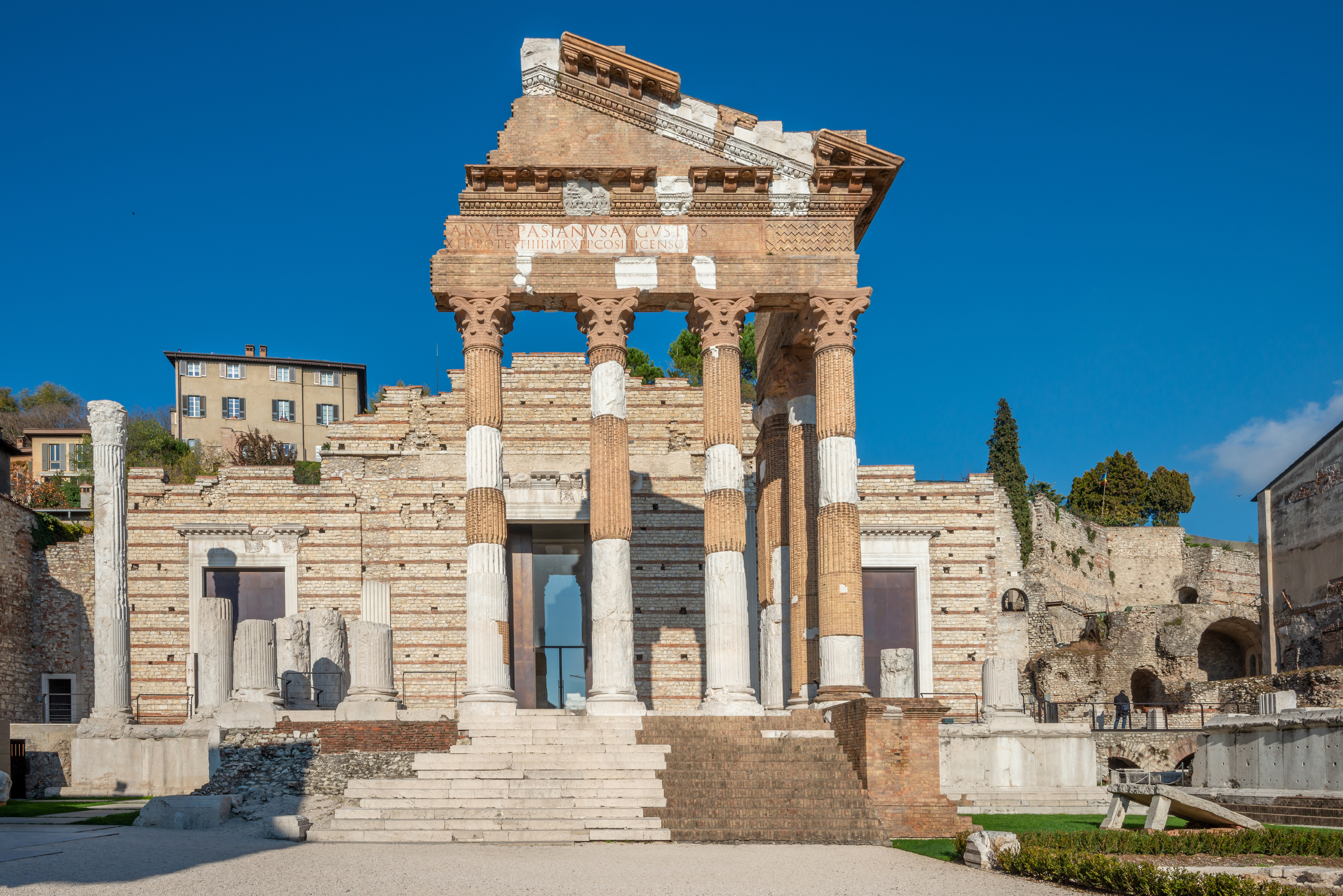
Le Capitole de Brixia.
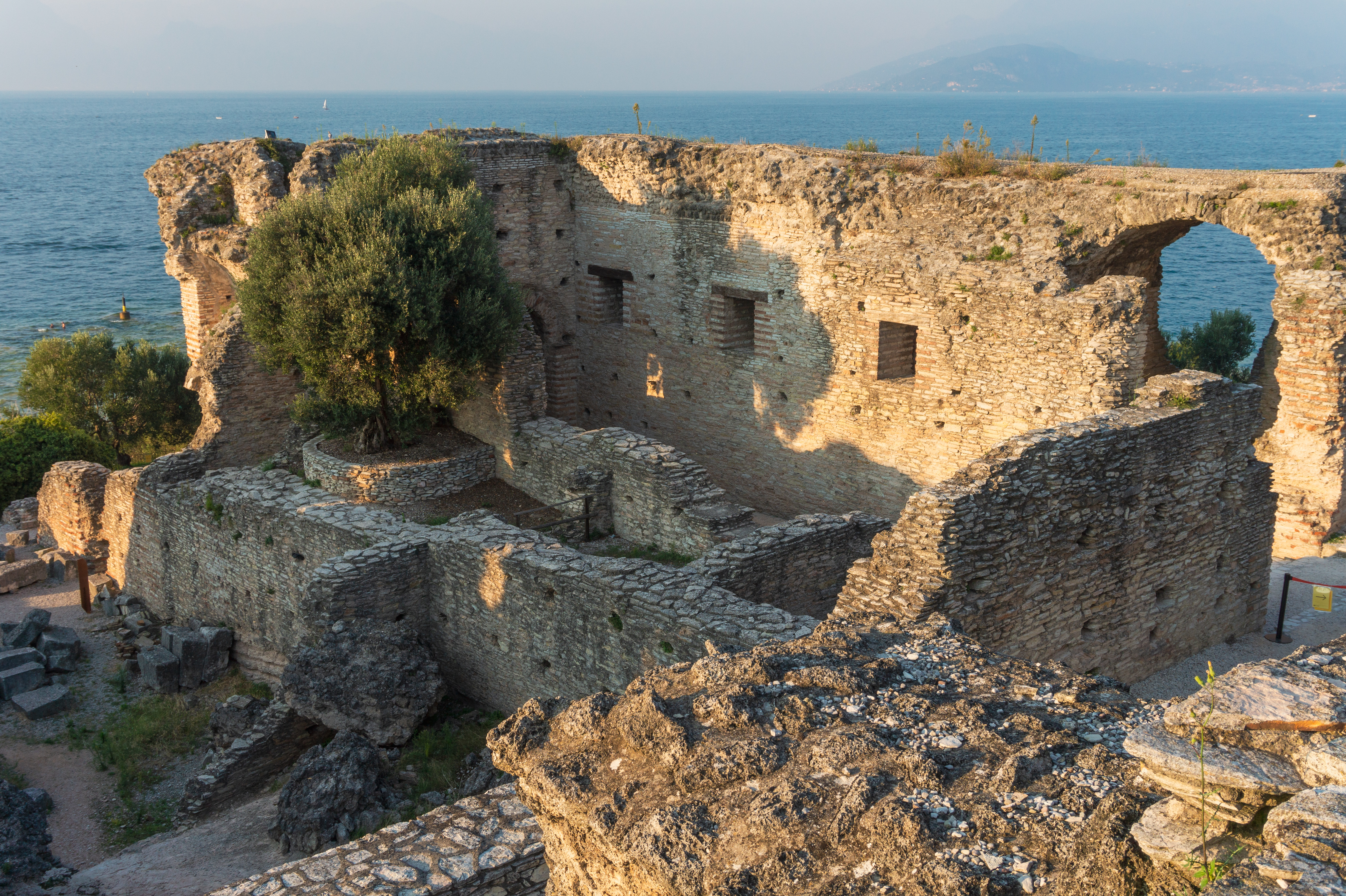
Les Grottes de Catulle.
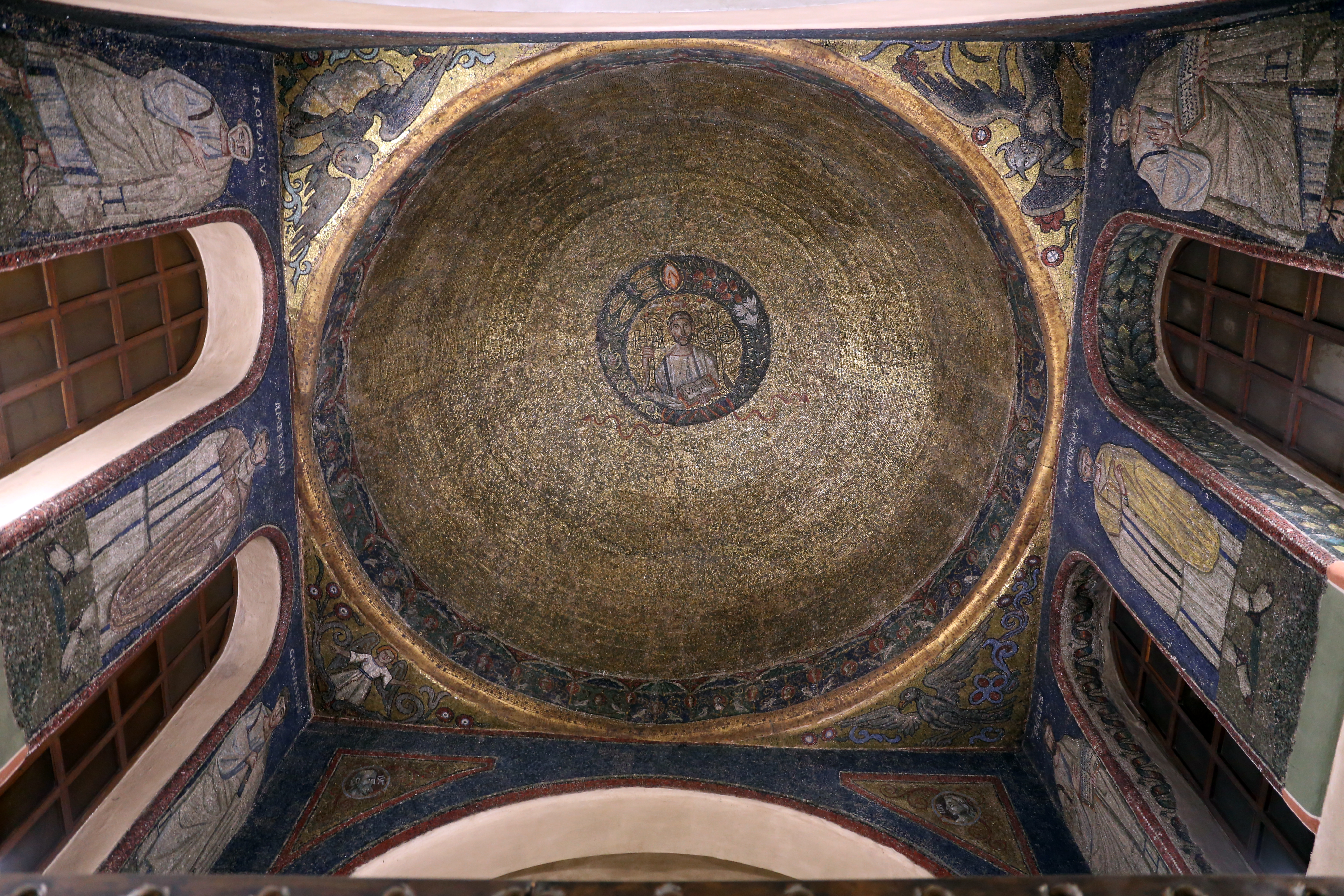
Le basilique Saint-Ambroise de Milan, mosaïques du Ve siècle.
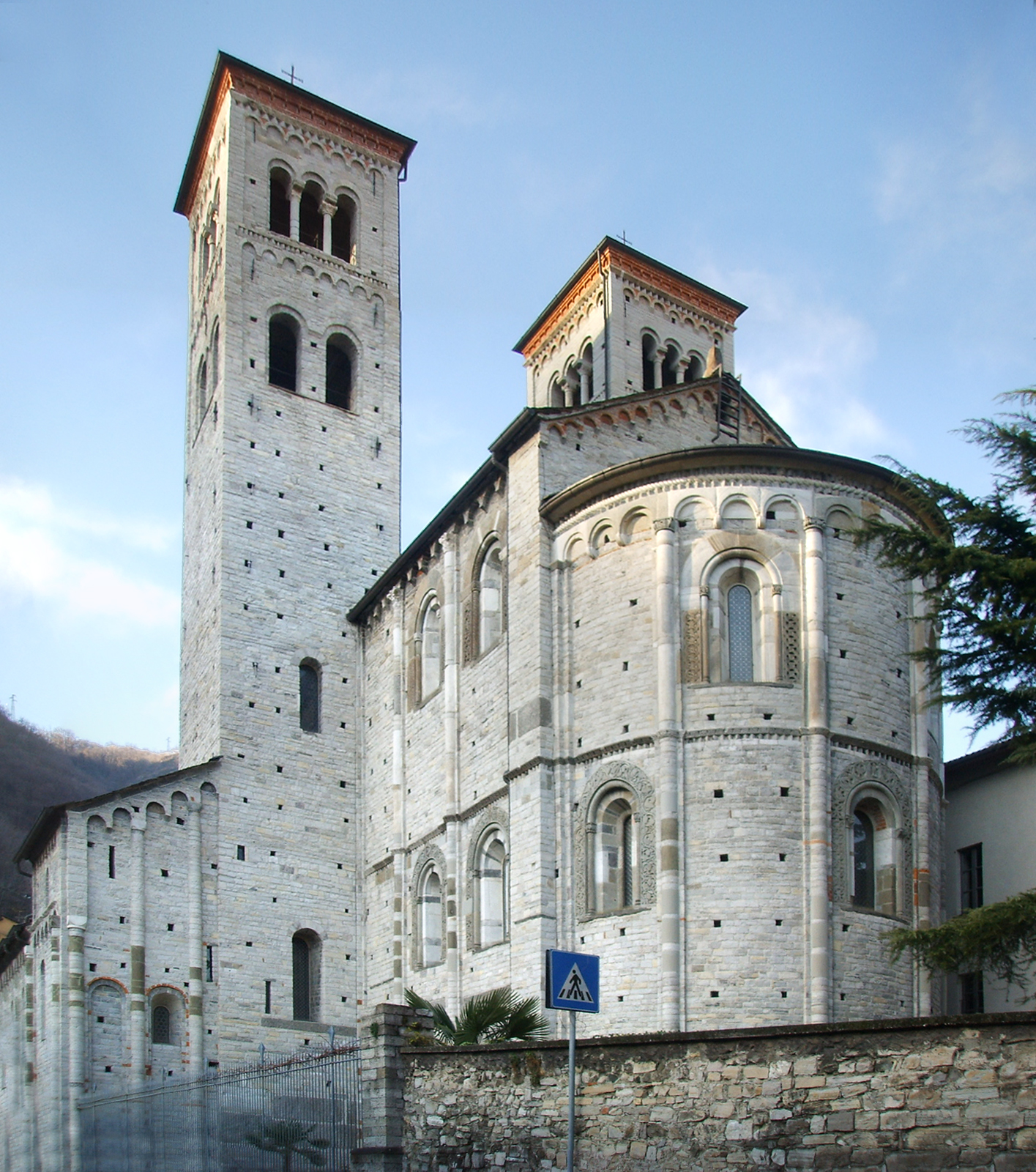
La basilique Sant'Abbondio de Côme.
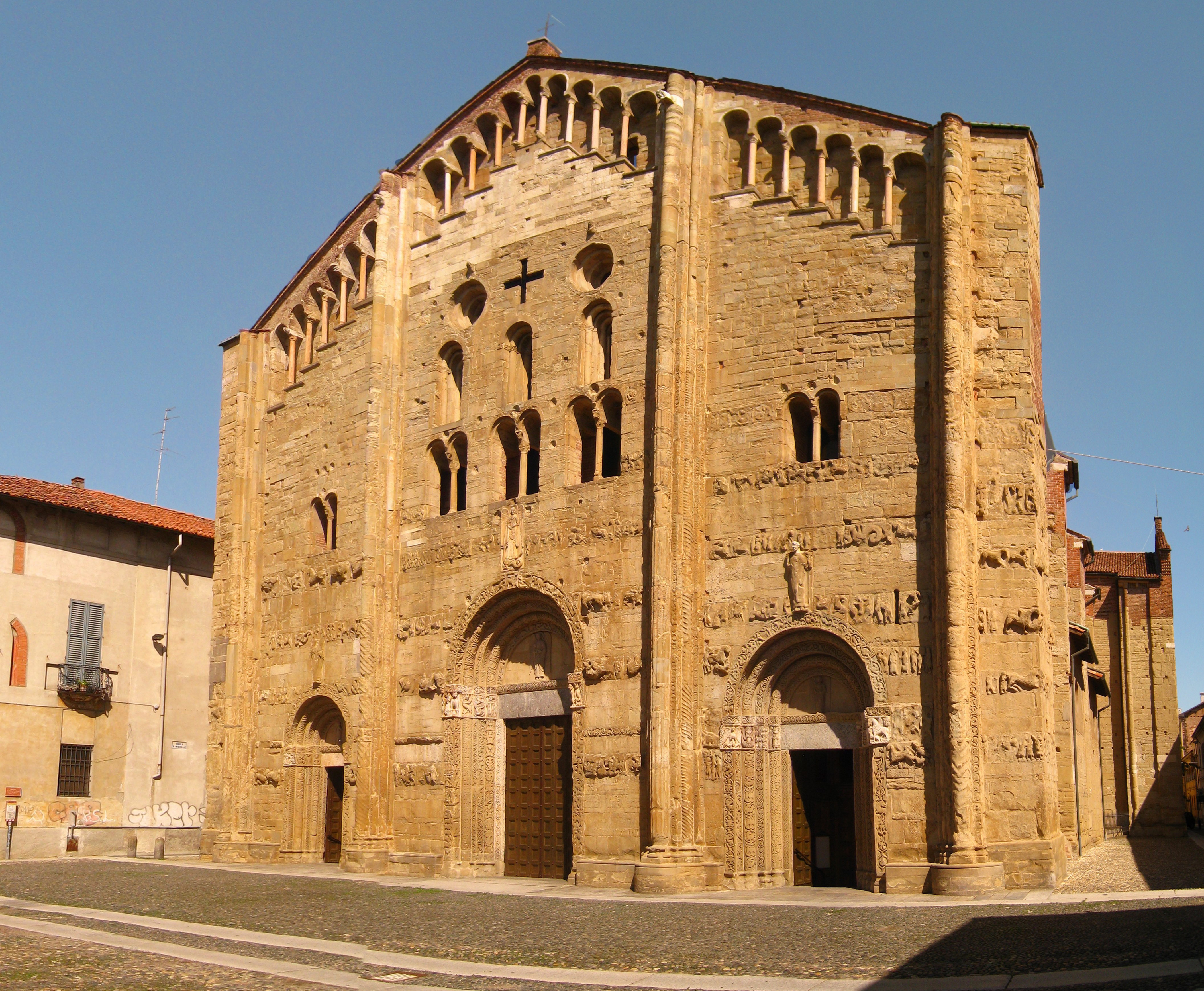
La basilique San Michele Maggiore de Pavie.
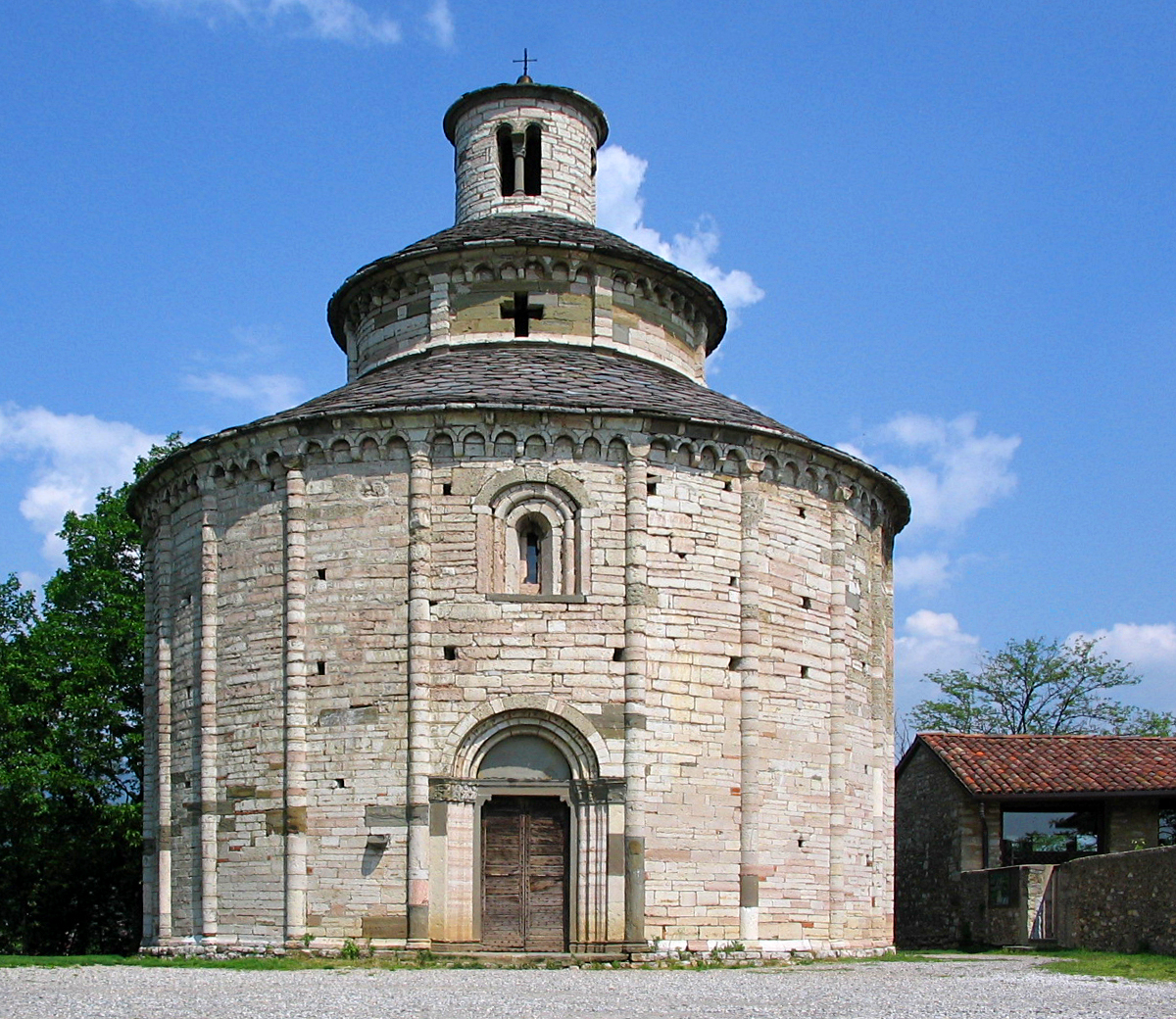
La Rotonda di San Tomè de Almenno San Bartolomeo.

À partir du XIVe siècle, une grande partie du territoire correspondant à l’actuelle Lombardie passa sous le contrôle des Visconti. Ceux-ci encouragèrent la construction de nombreux châteaux, églises et édifices de style gothique. Parmi ceux-ci figurent notamment la cathédrale de Milan, le château Visconti et l’église Santa Maria del Carmine à Pavie, ainsi que la cathédrale de Monza. Au cours des mêmes décennies, la cathédrale de Crémone, elle aussi de style gothique, fut également achevée.
Dans la seconde moitié du XVe siècle, le style de la Renaissance commença à se répandre en Lombardie, sous l’influence de Florence, Ferrare et de la Vénétie. Dans le duché de Milan, alors gouverné par la dynastie des Sforza, les ducs s’entourèrent de certains des plus grands représentants de la Renaissance italienne, parmi lesquels Filarete, Donato Bramante et Léonard de Vinci. Les Sforza encouragèrent la construction de plusieurs des édifices Renaissance les plus importants de la région, tels que le château des Sforza et l’église Santa Maria delle Grazie à Milan, ainsi que la cathédrale et la chartreuse de Pavie.
Bergame (chapelle Colleoni) et Brescia, villes lombardes appartenant toutefois à la République de Venise, développèrent un style autonome, fortement influencé par l’art vénitien, notamment en peinture.
En revanche, Mantoue, qui était sous la domination des Gonzague, développa un langage artistique propre. À la cour des Gonzague œuvrèrent certains des plus grands maîtres de la Renaissance italienne, tels que Leon Battista Alberti, Andrea Mantegna et Giulio Romano. Parmi les constructions Renaissance les plus importantes de la ville figurent la cathédrale, la basilique de Saint-André, l’église Saint-Sébastien, le palais ducal et le palais du Te.
Dans la seconde moitié du XVIe siècle, un nouveau style se répandit ensuite : le maniérisme. Ce style se manifesta particulièrement à Milan — notamment à L’église Sainte-Marie des Miracles auprès de l'église Saint-Celse  et à la chartreuse Saint-Ambroise de Garegnano — ainsi qu’à Pavie, au Almo Collegio Borromeo. Un autre exemple remarquable est Sabbioneta, la cité idéale fondée par Vespasien Gonzague.
Parmi les constructions baroques les plus importantes de Lombardie figurent l’église Saint Alexandre de Milan et la villa de l’Isola Bella — toutes œuvres de Francesco Maria Richini — ainsi que la cathédrale de Brescia. Après le baroque, le style néoclassique se répandit dans la seconde moitié du XVIIIe siècle.
Le représentant le plus important de ce style en architecture fut Giuseppe Piermarini. Parmi ses nombreuses œuvres figurent notamment le théâtre La Scala et la Villa royale de Monza.
En 1910, à Milan, émergea un nouveau courant artistique, le futurisme, qui influença les réalisations architecturales de Pietro Portaluppi, Giovanni Muzio et Gio Ponti.

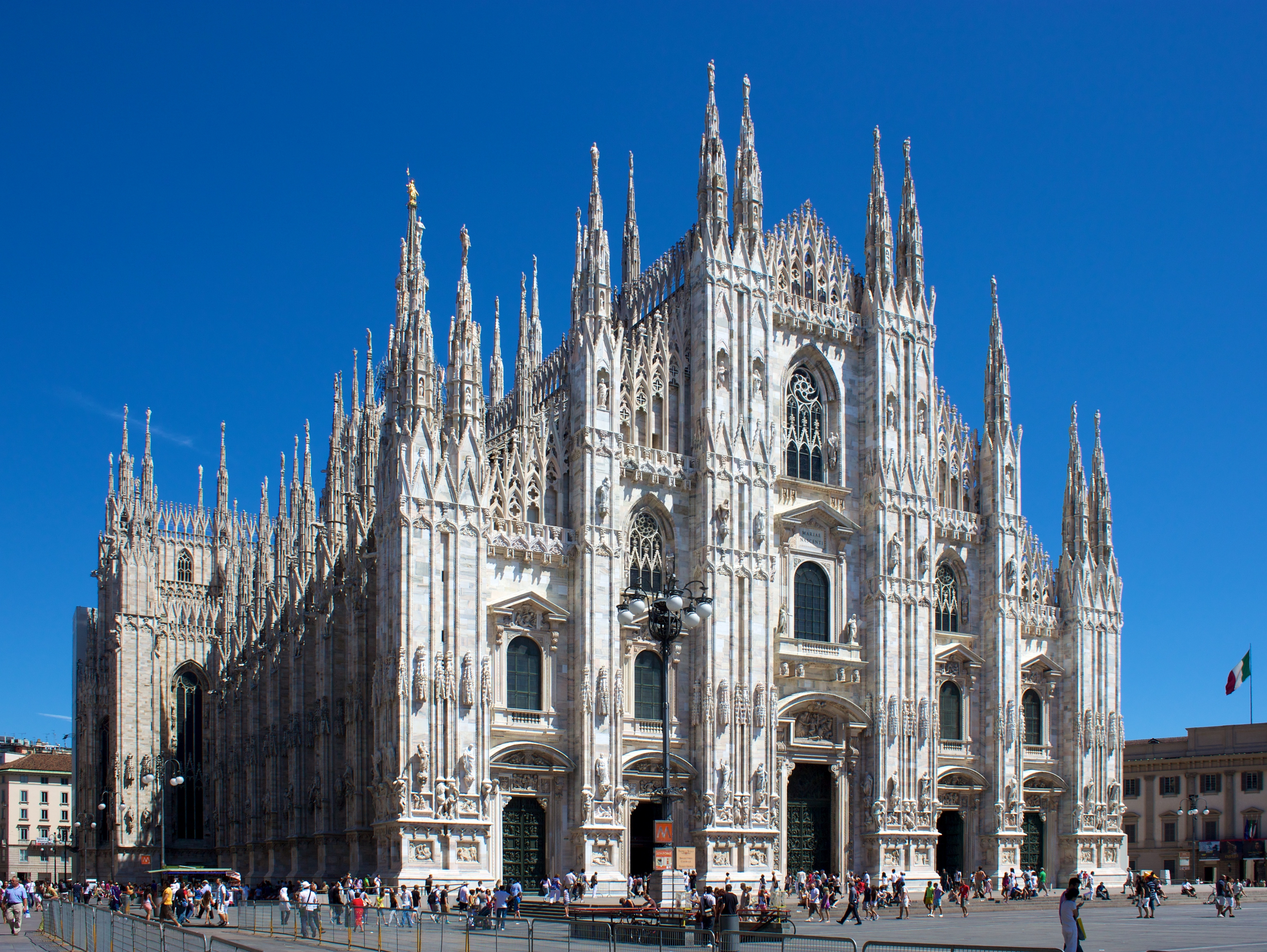
Le dôme de Milan.
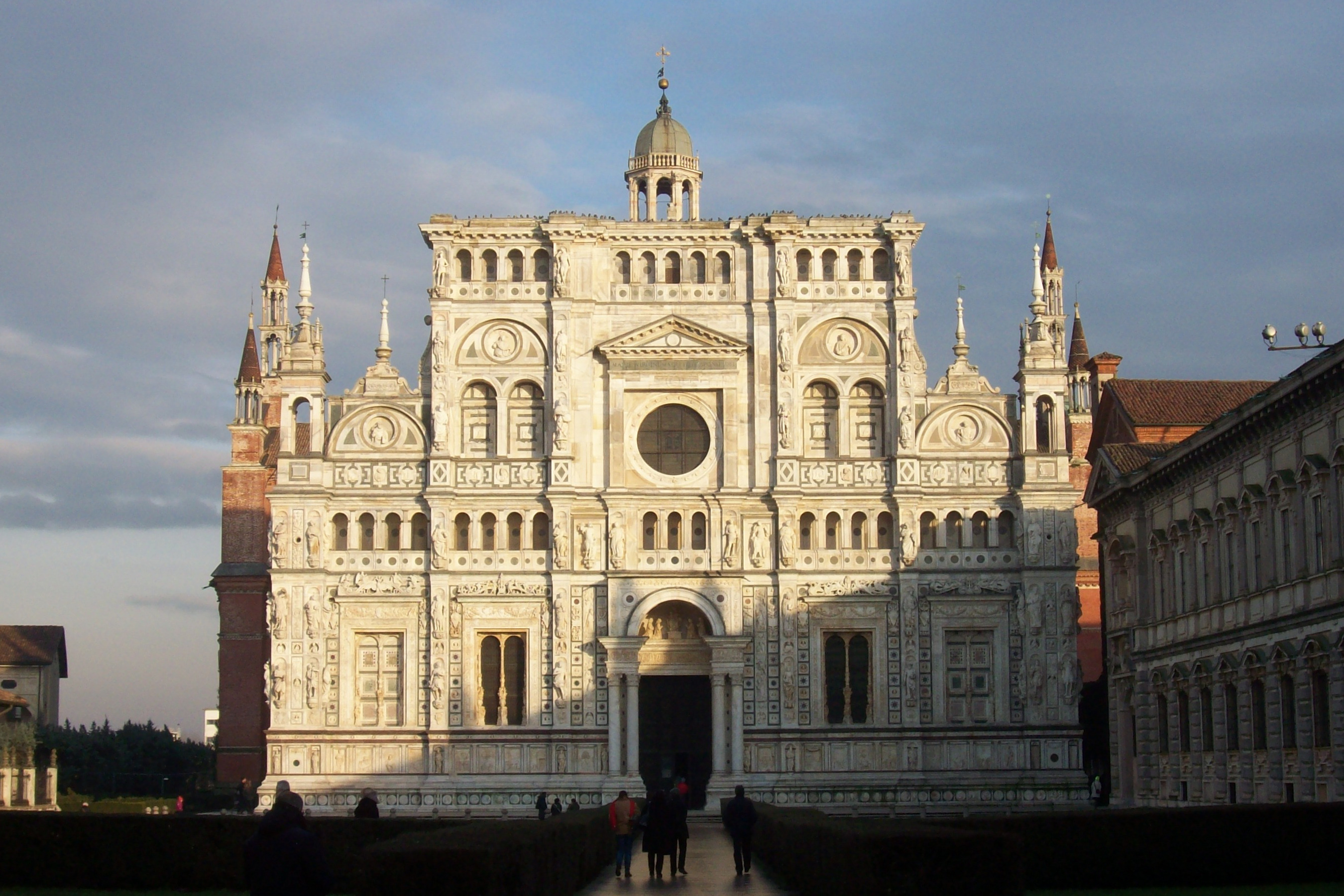
La chartreuse de Pavie.
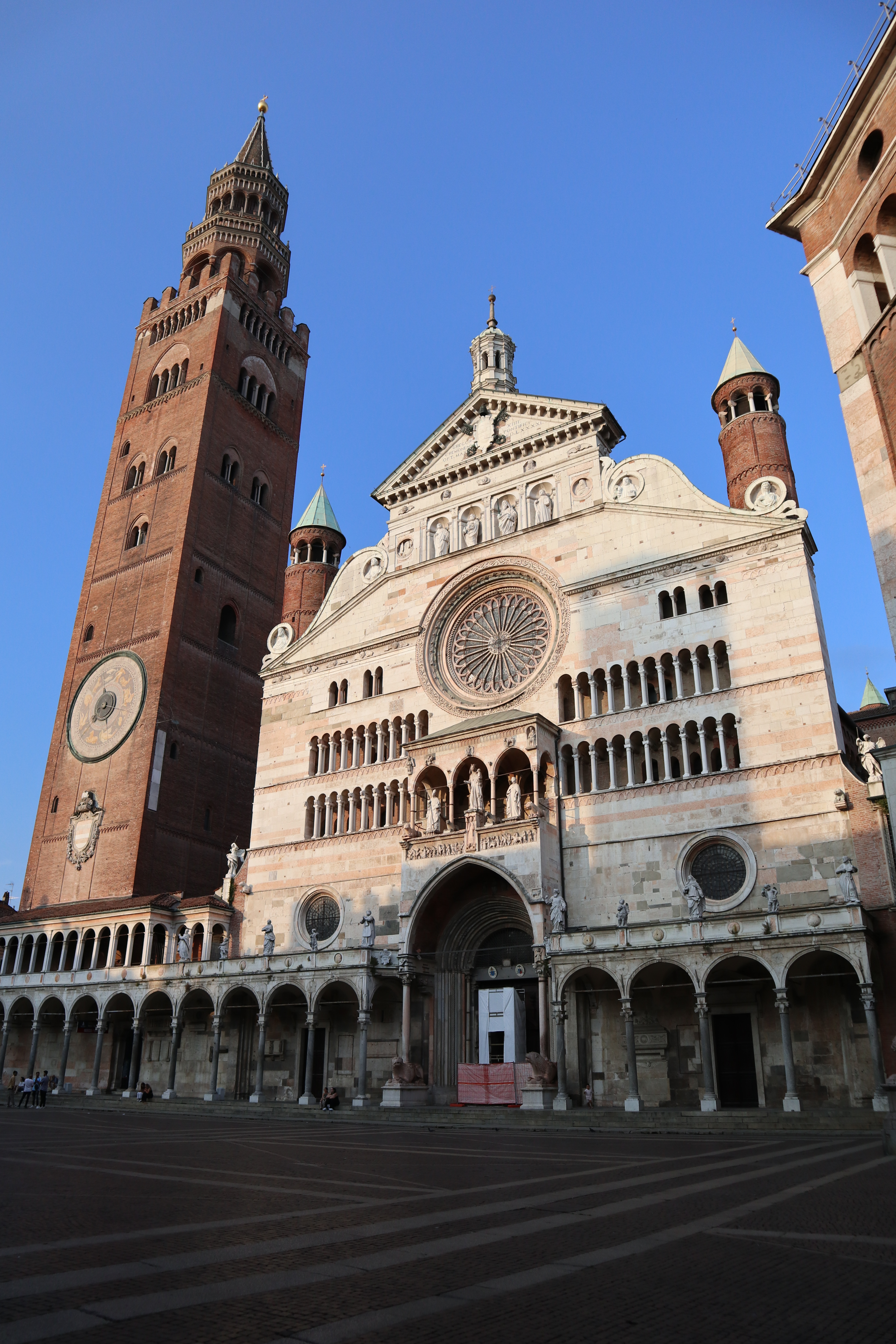
La cathédrale de Crémone.
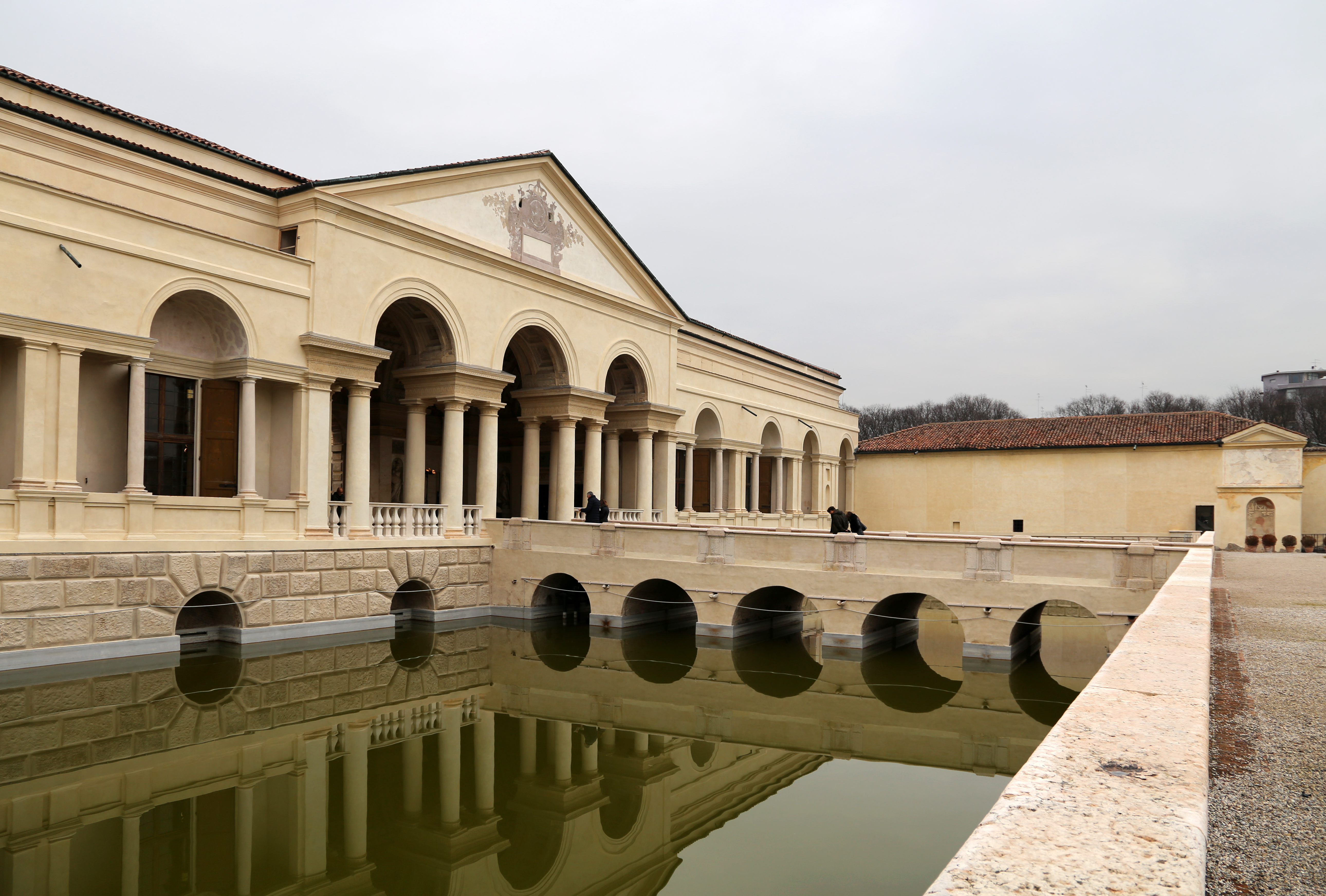
Palais du Te.
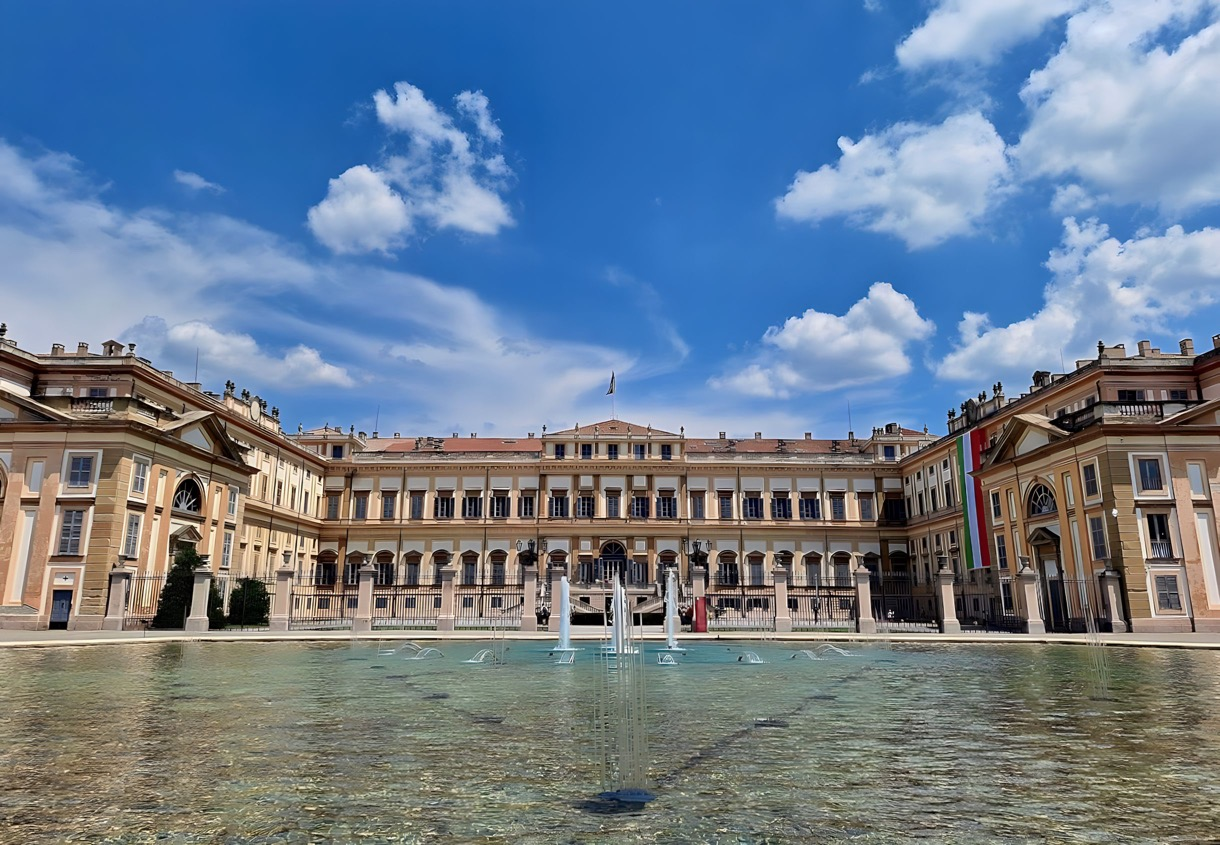
La villa royale de Monza.

## Spécialités culinaires
- Polenta (Polenta e asino, Polenta e osei : génoise en forme de demi-sphère avec des amandes et de la mousse au chocolat. Un oiseau en chocolat y est posé au sommet, d’où « osèi ». Polenta Vunscia, Polenta e Gorgonzola)
- Minestra de fasö
- Minestrone
- Vitello tonnato
- Bresaola de la Valtellina
- Pizzoccheri della Valtellina (plat de tagliatelles à la farine de sarrasin et de froment, agrémenté de beurre, de légumes verts, d’ail, de sauge, de pommes de terre et d’oignon, le tout nappé de fromage Bitto)
- Quartirolo lombardo
- Stufato à la pavesane
- Zuppa a la pavese
- Brasato
- Risotto
- Bollito misto
- Osso buco
- Escalope à la milanaise
- Côtelette à la milanaise ou cotùleta
- Büseca
- Crustin negà
- Less e mustarda
- Less e salsa verda
- Cassoeula
- Mostarda de Crémone et de Mantoue
- Fromage Gorgonzola
- Fromage Bitto
- Fromage Grana Padano
- Fromage Mascarpone
- Fromage Taleggio
- Fromage Bel Paese
- Torta bertolda ou bertuldina
- Panettone ou Colomba
- Torrone de Crémone
- Amaretti di Saronno
- Safran
- Miels de plaine et de montagne

## Vins, spiritueux et autres boissons
- Franciacorta
- Nebbiolo (producteur)
- Nino negri (producteur)
- Bonarda de Lombardie

1. Pinot gris
2. Barbera Oltrepo'
3. Rouge S. Colombano
4. Rouge Franciacorta

- Inferno (Valtellina)
- Grumello (Valtellina)
- Sassella (Valtellina)
- Sforzato (Valtellina)
- Valtellina Superiore (Valtellina)
- Oltrepo' Pavese
- Tene di franciaforte
- Capriano del colle
- Sarda bresciano
- Moscato di Scanzo
- Amaretto di Saronno
- Grappa lombarde
- Vermouths lombards
- Bières artisanales
- Jus de fruits et sirops
- Eaux minérales locales